# 피카르-렙셰츠 이론
미분위상수학과 대수기하학에서 피카르-렙셰츠 이론(영어: Picard–Lefshetz theory)은 복소다양체 위의 정칙함수의 특이점 주위의 모노드로미를 연구하는 이론이다. 모스 이론의 복소수 버전이라고 생각할 수 있다.

## 피카르-렙셰츠 공식
복소 {\displaystyle k}차원 연결 복소다양체 {\displaystyle M} 위에 정칙함수 {\displaystyle f\colon M\to {\hat {\mathbb {C} }}}가 있다고 하자. 이러한 함수의 특이점은 {\displaystyle \partial f(p_{i})=0}인 점 {\displaystyle p_{i}\in M}들이다. 특이점들이 이산 공간을 이루고, 또한 그 상 {\displaystyle z_{i}=f(p_{i})}들이 서로 다르다고 하자.
일반적으로, 모든 {\displaystyle z\in {\hat {\mathbb {C} }}\setminus \{z_{i}\}}에 대하여 {\displaystyle M_{z}=f^{-1}(z)}는 위상동형이다. {\displaystyle z\to z_{i}}인 극한을 취하면, {\displaystyle M_{z}}의 호몰로지류 가운데 하나가 0으로 축소돼 사라지게 된다 (vanishing cycle). 이러한 호몰로지류는 항상 중간 호몰로지, 즉 {\displaystyle (k-1)}차 호몰로지류 {\displaystyle \delta _{i}\in H_{k-1}(M_{z})}임을 보일 수 있다. ({\displaystyle M_{z}}는 실수 {\displaystyle 2(k-1)}차원이다.) {\displaystyle z}를 {\displaystyle z_{i}} 주위로 작은 원을 그리며 변형시키면, 이에 대한 모노드로미는 {\displaystyle H_{k-1}(M_{z})}에 대한 작용으로 표현할 수 있다. 즉, 이 모노드로미는 기본군 {\displaystyle \pi _{1}({\hat {\mathbb {C} }}\setminus \{z_{i}\};z)}의 {\displaystyle H_{k-1}(M_{z})}에 대한 작용으로 나타내어진다.
피카르-렙셰츠 공식에 따라서, 이 작용은 다음과 같다. {\displaystyle w_{i}\in \pi _{1}({\hat {\mathbb {C} }}\setminus \{z_{i}\};z)}가 {\displaystyle z_{i}}를 반시계방향으로 도는 폐곡선이라고 하면,
{\displaystyle w_{i}\colon \gamma \mapsto \gamma +(-1)^{k(k+1)/2}(\langle \gamma ,\delta _{i}\rangle )\delta _{i}}
이다. 여기서
{\displaystyle \langle \gamma ,\delta _{i}\rangle =[M_{z}]\smile (\gamma \frown \delta _{i})}
이다.

## 역사
에밀 피카르와 솔로몬 렙셰츠의 이름을 땄다. 에밀 피카르와 조르주 시마르(프랑스어: Georges Simart)는 특이점이 2개인 경우를 1897년 다뤘고, 솔로몬 렙셰츠가 임의의 수의 특이점이 있는 경우를 1924년 다뤘다.